# مارتین البرو
مارتین البرو (به انگلیسی: Martin Albrow) (زاده ۱۹۳۷) جامعه‌شناس بریتانیایی است. او بیشتر به خاطر آثارش در مورد جهانی شدن، نظریه عصر جهانی و جامعه مدنی جهانی مورد توجه قرار گرفته‌است.

## شغل
البرو در سال ۱۹۶۳ به عنوان نخستین جامعه‌شناس تمام وقت در دانشگاه ریدینگ انگلستان منصوب شد. سپس رئیس بخش در  کالج دانشگاهی کاردیف شد و در دانشگاه روهامپتون نیز کار می‌کرد.
او همچنین با عنوان استاد مدعو در چند دانشگاه حضور یافت:
- دانشگاه لودویگ ماکسیمیلیان مونیخ،
- مدرسه اقتصاد لندن،
- دانشگاه ایالتی نیویورک در استونی بروک،
- دانشگاه مطالعات خارجی پکن،
- دانشگاه بن.[۱][۲]

## انجمن‌ها و مجله‌ها
البرو از سال ۱۹۸۵ تا ۱۹۸۷ رئیس انجمن جامعه‌شناسی بریتانیا و از سال ۱۹۸۱ تا ۱۹۸۴ سردبیر «مجله جامعه‌شناسی» آن انجمن بود. علاوه بر این، او مؤسس و سردبیر مجله «جامعه‌شناسی بین‌المللی» انجمن بین‌المللی جامعه‌شناسی بود.
او کتاب «عصر جهانی: دولت و جامعه فراتر از مدرنیته» را نوشت و جایزه جایزه آمالفی اروپا را در سال ۱۹۹۷ را دریافت کرد. مخالف این دیدگاه بود که جهانی شدن یک فرایند یک طرفهٔ اجتناب‌ناپذیر است و عصر جدید جایگزین عصر مدرن و پسامدرن شده‌است.
او همچنین عضو آکادمی علوم اجتماعی است.

## زن و زندگی
مارتین البرو سال ۱۹۸۷ با سو اوون (سوزان جین اوون، زاده ۳ ژوئن ۱۹۵۵) اقتصاددان ازدواج کرد و در لندن زندگی می‌کنند. آنها پس از بازنشستگی، در حال حاضر عضو ارشد مدعو در مرکز مطالعه حکومت‌داری جهانی، مدرسه اقتصاد لندن هستند.